# Sisyrinchium groenlandicum
Sisyrinchium groenlandicum là một loài thực vật có hoa trong họ Diên vĩ. Loài này được Böcher miêu tả khoa học đầu tiên năm 1966.